# Джо Корріган
Джо Корріган (англ. Joe Corrigan, нар. 18 листопада 1948, Манчестер) — колишній англійський футболіст, що грав на позиції воротаря. По завершенні ігрової кар'єри — футбольний тренер.
Більшу частину кар'єри провів у «Манчестер Сіті», з яким виграв низку національних трофеїв і Кубок Кубків УЄФА. Також виступав за національну збірну Англії, у складі якої був учасником Євро-1980 та ЧС-1982.

## Клубна кар'єра
Народився 18 листопада 1948 року в місті Манчестер. Вихованець футбольної школи клубу «Манчестер Сіті».
Дорослу футбольну кар'єру розпочав 1967 року в основній команді того ж клубу, в якій провів шістнадцять сезонів, взявши участь у 476 матчах чемпіонату. Більшість часу, проведеного у складі «Манчестер Сіті», був основним гравцем команди. За цей час виборов титул чемпіона Англії, двічі ставав володарем Суперкубка Англії з футболу, а також по разу вигравав Кубок Англії та Кубок Кубків УЄФА.
1983 року за 30 тис. фунтів перейшов в американський «Сієтл Саундерс», але в тому ж році повернувся на батьківщину, ставши гравцем клубу «Брайтон енд Гоув».
Завершив професійну ігрову кар'єру 1984 року, виступаючи на правах оренди в клубах «Сток Сіті» та «Норвіч Сіті».

## Виступи за збірні
28 травня 1976 року дебютував в офіційних іграх у складі національної збірної Англії в товариському матчі проти збірної Італії (3:2). З 1978 по 1981 рік також захищав кольори другої збірної Англії. У складі цієї команди провів 10 матчів.
У складі збірної був учасником чемпіонату Європи 1980 року в Італії, чемпіонату світу 1982 року в Іспанії, проте на жодному з турнірів на поле так і не вийшов.
Протягом кар'єри у національній команді, яка тривала 7 років, провів у формі головної команди країни лише 9 матчів.

## Кар'єра тренера
Розпочав тренерську кар'єру, повернувшись до футболу після тривалої перерви, 1994 року, ставши тренером воротарів «Ліверпуля», де працював з Девідом Джеймсом, Сандером Вестерфельдом, Єжи Дудеком та іншими голкіперами. 2004 року, після приходу на тренерський місток «червоних» Рафаеля Бенітеса, покинув клуб.
21 вересня 2004 року Корріган став тренером воротарів «Честер Сіті» , але вже 5 жовтня став тренувати воротарів у «Стокпорт Каунті».
У лютому 2005 року Корріган став тренером воротарів клубу «Вест-Бромвіч Альбіон», де працював до кінця сезону 2008-09.
У лютому 2011 року Корріган став тренером воротарів у «Галл Сіті» як тренера воротарів, замінивши Марка Прудо, якого критикували фани «Галла» через його методи тренування. Корріган залишив свою тренерську посаду в «Галл Сіті» в серпні 2011 року після інциденту з Джиммі Буллардом на зборах у Словенії.

## Титули та досягнення
- Чемпіон Англії (1):

«Манчестер Сіті»: 1967-68
- Володар Суперкубка Англії (2):

«Манчестер Сіті»: 1968, 1972
- Володар Кубка Англії (1):

«Манчестер Сіті»: 1968-69
- Володар Кубка англійської ліги (2):

«Манчестер Сіті»: 1969-70, 1975-76
- Володар Кубка Кубків УЄФА (1):

«Манчестер Сіті»: 1969-70

### Індивідуальні
- Гравець року в «Манчестер Сіті» : 1976, 1978, 1980